# Elin Svensson (ishockeyspelare)
Elin Svensson, född 1 augusti 2002 i Nässjö, är en svensk ishockeyspelare som spelar för HV71. Svensson har även medverkat i svenska landslaget och gjorde sin debut år 2023.